# Hochhaus (Tittmoning)
Hochhaus ist ein Stadtteil von Tittmoning im oberbayerischen Landkreis Traunstein. Die Einöde liegt circa drei Kilometer südwestlich von Tittmoning.

## Baudenkmäler
Siehe auch: Liste der Baudenkmäler in Tittmoning#Weitere Ortsteile
- Bildstock aus dem 16. Jahrhundert